# چارلز شونباوم
چارلز شونباوم (انگلیسی: Charles Schoenbaum; ۲۸ آوریل ۱۸۹۳ – ۲۳ ژانویهٔ ۱۹۵۱) فیلم‌بردار اهل ایالات متحده آمریکا بود.

## فیلم‌شناسی
- آهنگ سرکش
- نوادا
- ماجرا
- چالشی برای لسی
- تپه‌های وطن
- قهرمان جهان
- گروه موسیقی وارد می‌شود